# Encholirium eddie-estevesii
Encholirium eddie-estevesii är en gräsväxtart som beskrevs av Elton Martinez Carvalho Leme och Rafaela Campostrini Forzza. Encholirium eddie-estevesii ingår i släktet Encholirium och familjen Bromeliaceae. Inga underarter finns listade i Catalogue of Life.